# Финал Кубка Стэнли 2020
Финал Кубка Стэнли 2020 — решающая серия розыгрыша плей-офф Кубка Стэнли в сезоне Национальной хоккейной лиги 2019/2020 годов. В финале принимали участие чемпионы Западной и Восточной конференций, «Даллас Старз» и «Тампа-Бэй Лайтнинг» соответственно. Финальная серия стартовала 19 сентября 2020 года и завершилась победой «Тампы» в шести матчах. Обладателем «Конн Смайт Трофи» стал защитник «Лайтнинг» Виктор Хедман.
Из-за пандемии коронавируса все матчи финала проходили на нейтральном поле в Эдмонтоне на домашней арене «Эдмонтон Ойлерз», «Роджерс Плэйс».

## Формат финала
Финальная серия состоит максимум из семи игр и ведётся до четырёх побед, в формате Д-Д-Г-Г-Д-Г-Д. В случае ничейного результата по итогам основного времени матча назначается 20-минутный овертайм в формате «пять на пять» до первой заброшенной шайбы. Количество овертаймов неограниченно.

## Путь к финалу

### «Тампа-Бэй Лайтнинг»
По итогам регулярного чемпионата «Тампа» заняла 2-е место в Атлантическом дивизионе, набрав 65,7% очков в 70 матчах.
В групповом раунде квалификации Кубка Стэнли «Лайтнинг» заняли 2-е место одержав две победы над «Вашингтон Кэпиталз» и «Бостон Брюинз» и потерпели поражение от «Филадельфии Флайерз».
В первом раунде плей-офф «Тампа» обыграла в пяти матчах своего прошлогоднего обидчика «Коламбус Блю Джекетс». Во втором раунде также в пяти матчах был обыгран обладатель Президентского кубка «Бостон Брюинз», а в финале конференции со счётом 4-2 «Тампа» одолела «Нью-Йорк Айлендерс».
Для «Тампа-Бэй Лайтнинг» этот финал является третьим в истории. Свой первый Кубок Стэнли команда выиграла в семи матчах у «Калгари Флэймз» в 2004 году. Следующий раз «Лайтнинг» участвовали в финале в 2015 году где уступили «Чикаго Блэкхокс» в шести встречах.

### «Даллас Старз»
По итогам регулярного чемпионата «Даллас» занял 3-е место в Центральном дивизионе, набрав 59,4% очков в 69 матчах.
В групповом раунде квалификации Кубка Стэнли «Даллас» занял 3-е место, потерпев два поражения от «Вегас Голден Найтс» и «Колорадо Эвеланш» и одержав одну победу над «Сент-Луис Блюз».
В первом раунде плей-офф в шести матчах был обыгран «Калгари Флэймз». Во втором раунде «звёзды» обыграли «Колорадо» со счётом 4-3, а в финале Западной конференции в пяти матчах одолели «Вегас Голден Найтс».
Для «Даллас Старз» этот финал является 3-м в истории клуба и 5-м в истории франшизы. Свой единственный Кубок Стэнли «Даллас» завоевал в 1999 году, когда в шести матчах был обыгран «Баффало Сейбрз». Последний раз «звёзды» участвовали в финале в 2000 году, где уступили «Нью-Джерси Девилз» со счётом 4-2.

### Регулярный чемпионат
Атлантический дивизион
| М | Команда                | И  | В  | ВО | ВОО | П  | ПО | ШЗ  | ШП  | РШ   | Очки | %    |
| - | ---------------------- | -- | -- | -- | --- | -- | -- | --- | --- | ---- | ---- | ---- |
| 1 | p — Бостон Брюинз      | 70 | 44 | 38 | 44  | 14 | 12 | 227 | 174 | +53  | 100  | .714 |
| 2 | x — Тампа-Бэй Лайтнинг | 70 | 43 | 35 | 41  | 21 | 6  | 245 | 195 | +50  | 92   | .657 |
| 3 | q — Торонто Мейпл Лифс | 70 | 36 | 28 | 35  | 25 | 9  | 238 | 227 | +11  | 81   | .579 |
| 4 | q — Флорида Пантерз    | 69 | 35 | 30 | 32  | 26 | 8  | 231 | 228 | +3   | 78   | .565 |
| 5 | q — Монреаль Канадиенс | 71 | 31 | 19 | 27  | 31 | 9  | 212 | 221 | -9   | 71   | .500 |
| 6 | Баффало Сейбрз         | 69 | 30 | 22 | 28  | 31 | 8  | 195 | 217 | -22  | 68   | .493 |
| 7 | Оттава Сенаторз        | 71 | 25 | 18 | 24  | 34 | 12 | 191 | 243 | -52  | 62   | .437 |
| 8 | Детройт Ред Уингз      | 71 | 17 | 13 | 14  | 49 | 5  | 145 | 267 | -122 | 39   | .275 |

Центральный дивизион
| М | Команда               | И  | В  | ВО | ВОО | П  | ПО | ШЗ  | ШП  | РШ  | Очки | %    |
| - | --------------------- | -- | -- | -- | --- | -- | -- | --- | --- | --- | ---- | ---- |
| 1 | z — Сент-Луис Блюз    | 71 | 42 | 33 | 40  | 19 | 10 | 225 | 193 | +32 | 94   | .662 |
| 2 | x — Колорадо Эвеланш  | 70 | 42 | 37 | 41  | 20 | 8  | 237 | 191 | +46 | 92   | .657 |
| 3 | x — Даллас Старз      | 69 | 37 | 26 | 35  | 24 | 8  | 180 | 177 | +3  | 82   | .594 |
| 4 | q — Нэшвилл Предаторз | 69 | 35 | 28 | 32  | 26 | 8  | 215 | 217 | -2  | 78   | .565 |
| 5 | q — Виннипег Джетс    | 71 | 37 | 30 | 34  | 28 | 6  | 216 | 203 | +13 | 80   | .563 |
| 6 | q — Миннесота Уайлд   | 69 | 35 | 30 | 33  | 27 | 7  | 220 | 220 | 0   | 77   | .558 |
| 7 | q — Чикаго Блэкхокс   | 70 | 32 | 23 | 28  | 30 | 8  | 212 | 218 | -6  | 72   | .514 |

#### Результаты матчей
| 19 декабря 2019 19:00 | Тампа-Бэй Лайтнинг | 3 : 4 (ОТ) (2:1, 1:1, 0:1, 0:1) | Даллас Старз | Амали-арена Зрителей: 19 092 |

| Отчёт | Отчёт                                 | Отчёт | Отчёт         | Отчёт                                                                              |
| --- | ------------------------------------- | --- | ------------- | ---------------------------------------------------------------------------------- |
| |                                       | |               |                                                                                    |
| | Андрей Василевский                    | Вратари | Антон Худобин | Судьи: Тревор Хэнсон Фредерик Л’Экюйе Линейные судьи: Тайсон Бейкер Мэтт Макферсон |
| | Голы:                                 | |               | Судьи: Тревор Хэнсон Фредерик Л’Экюйе Линейные судьи: Тайсон Бейкер Мэтт Макферсон |
| Михаил Сергачёв (бол.) — 12:58 (Т. Джонсон, О. Палат) Алекс Киллорн (бол.) — 15:24 (Н. Кучеров, В. Хедман) Ондржей Палат — 23:22 (М. Сергачёв, К. Шаттенкирк) | 0 : 1 : 1 2 : 1 3 : 1 3 : 2 3 : 3 : 4 | 04:09 — Александр Радулов (бол.) (Т. Сегин, Й. Клингберг) 37:57 — Радек Факса (Й. Клингберг, Д. Гурьянов) 55:42 — Джейсон Дикинсон (Э. Коглиано, Р. Полак) 63:00 — Тайлер Сегин (А. Радулов) |               | Судьи: Тревор Хэнсон Фредерик Л’Экюйе Линейные судьи: Тайсон Бейкер Мэтт Макферсон |
| |                                       | |               | Судьи: Тревор Хэнсон Фредерик Л’Экюйе Линейные судьи: Тайсон Бейкер Мэтт Макферсон |
| |                                       | |               | Судьи: Тревор Хэнсон Фредерик Л’Экюйе Линейные судьи: Тайсон Бейкер Мэтт Макферсон |
| |                                       | |               | Судьи: Тревор Хэнсон Фредерик Л’Экюйе Линейные судьи: Тайсон Бейкер Мэтт Макферсон |
| 4 мин | Штраф                                 | 8 мин |               | Судьи: Тревор Хэнсон Фредерик Л’Экюйе Линейные судьи: Тайсон Бейкер Мэтт Макферсон |
| |                                       | |               |                                                                                    |
| | 48                                    | Броски | 20            |                                                                                    |

| 27 января 2020 19:00 | Даллас Старз | 3 : 2 (ОТ) (0:0, 1:1, 1:1, 1:0) | Тампа-Бэй Лайтнинг | Американ Эйрлайнс-центр Зрителей: 18 345 |

| Отчёт                                                                                            | Отчёт                       | Отчёт                                                                                        | Отчёт              | Отчёт                                                                |
| ------------------------------------------------------------------------------------------------ | --------------------------- | -------------------------------------------------------------------------------------------- | ------------------ | -------------------------------------------------------------------- |
|                                                                                                  |                             |                                                                                              |                    |                                                                      |
|                                                                                                  | Бен Бишоп                   | Вратари                                                                                      | Андрей Василевский | Судьи: Горд Дуайер Жан Эбер Линейные судьи: Даррен Гиббс Пьер Расико |
|                                                                                                  | Голы:                       |                                                                                              |                    | Судьи: Горд Дуайер Жан Эбер Линейные судьи: Даррен Гиббс Пьер Расико |
| Денис Гурьянов — 37:49 (Т. Сегин, Э. Линделль) Джейми Бенн — 49:06 (Б. Комо) Джейми Бенн — 62:07 | 0 : 1 : 1 2 : 1 2 : 2 3 : 2 | 33:41 — Стивен Стэмкос (Н. Кучеров, Я. Рутта) 58:34 — Стивен Стэмкос (В. Хедман, Н. Кучеров) |                    | Судьи: Горд Дуайер Жан Эбер Линейные судьи: Даррен Гиббс Пьер Расико |
|                                                                                                  |                             |                                                                                              |                    | Судьи: Горд Дуайер Жан Эбер Линейные судьи: Даррен Гиббс Пьер Расико |
|                                                                                                  |                             |                                                                                              |                    | Судьи: Горд Дуайер Жан Эбер Линейные судьи: Даррен Гиббс Пьер Расико |
|                                                                                                  |                             |                                                                                              |                    | Судьи: Горд Дуайер Жан Эбер Линейные судьи: Даррен Гиббс Пьер Расико |
| 8 мин                                                                                            | Штраф                       | 8 мин                                                                                        |                    | Судьи: Горд Дуайер Жан Эбер Линейные судьи: Даррен Гиббс Пьер Расико |
|                                                                                                  |                             |                                                                                              |                    |                                                                      |
|                                                                                                  | 35                          | Броски                                                                                       | 25                 |                                                                      |

### Плей-офф
| М | Команда             | И | В | П | ПО | %     | ШЗ | ШП | Очки |
| - | ------------------- | - | - | - | -- | ----- | -- | -- | ---- |
| 1 | Филадельфия Флайерз | 3 | 3 | 0 | 0  | 0.645 | 11 | 3  | 6    |
| 2 | Тампа-Бэй Лайтнинг  | 3 | 2 | 1 | 0  | 0.657 | 7  | 8  | 4    |
| 3 | Вашингтон Кэпиталз  | 3 | 1 | 1 | 1  | 0.652 | 5  | 7  | 3    |
| 4 | Бостон Брюинз       | 3 | 0 | 3 | 0  | 0.714 | 4  | 9  | 0    |

| М | Команда            | И | В | П | ПО | %     | ШЗ | ШП | Очки |
| - | ------------------ | - | - | - | -- | ----- | -- | -- | ---- |
| 1 | Вегас Голден Найтс | 3 | 3 | 0 | 0  | 0.606 | 15 | 10 | 6    |
| 2 | Колорадо Эвеланш   | 3 | 2 | 0 | 1  | 0.657 | 9  | 5  | 5    |
| 3 | Даллас Старз       | 3 | 1 | 2 | 0  | 0.594 | 5  | 10 | 2    |
| 4 | Сент-Луис Блюз     | 3 | 0 | 2 | 1  | 0.662 | 6  | 10 | 1    |

## Место проведения
В связи с пандемией коронавируса лигой и профсоюзом было принято совместное решение о проведении всех матчей финальной серии в Эдмонтоне на арене «Роджерс Плэйс» без зрителей.
| Эдмонтон      | Роджерс ПлэйсАрена финала Кубка Стэнли 2020 |
| Роджерс Плэйс | Роджерс ПлэйсАрена финала Кубка Стэнли 2020 |
|               | Роджерс ПлэйсАрена финала Кубка Стэнли 2020 |

## Ход серии
Североамериканское восточное время (UTC-4).

### Матч №1
| 19 сентября 19:30 | Тампа-Бэй Лайтнинг | 1 : 4 (1:1, 0:2, 0:1) | Даллас Старз | Роджерс Плэйс |

| Отчёт                                     | Отчёт                       | Отчёт | Отчёт         | Отчёт                                                                         |
| ----------------------------------------- | --------------------------- | --- | ------------- | ----------------------------------------------------------------------------- |
|                                           |                             | |               |                                                                               |
|                                           | Андрей Василевский          | Вратари | Антон Худобин | Судьи: Франсис Шаррон Уэс Макколи Линейные судьи: Брэд Ковачик Мэтт Макферсон |
|                                           | Голы:                       | |               | Судьи: Франсис Шаррон Уэс Макколи Линейные судьи: Брэд Ковачик Мэтт Макферсон |
| Янни Гурд — 12:32 (Б. Коулман, Б. Гудроу) | 0 : 1 : 1 1 : 2 1 : 3 1 : 4 | 05:40 — Джоэл Хенли (Р. Хинц) 32:30 — Джейми Олексяк (А. Радулов, М. Хейсканен) 39:32 — Йоэль Кивиранта (Э. Линделль, Й. Клингберг) 58:42 — Джейсон Дикинсон (п.в.) (Б. Комо, М. Янмарк) |               | Судьи: Франсис Шаррон Уэс Макколи Линейные судьи: Брэд Ковачик Мэтт Макферсон |
|                                           |                             | |               | Судьи: Франсис Шаррон Уэс Макколи Линейные судьи: Брэд Ковачик Мэтт Макферсон |
|                                           |                             | |               | Судьи: Франсис Шаррон Уэс Макколи Линейные судьи: Брэд Ковачик Мэтт Макферсон |
|                                           |                             | |               | Судьи: Франсис Шаррон Уэс Макколи Линейные судьи: Брэд Ковачик Мэтт Макферсон |
| 16 мин                                    | Штраф                       | 8 мин |               | Судьи: Франсис Шаррон Уэс Макколи Линейные судьи: Брэд Ковачик Мэтт Макферсон |
|                                           |                             | |               |                                                                               |
|                                           | 36                          | Броски | 20            |                                                                               |

Счёт был открыт на шестой минуте матча благодаря голу защитника «Далласа» Джоэла Хенли. В середине 1-го периода Янни Гурд сравнивает счёт. Во втором периоде игроки «Далласа» забрасывают две безответные шайбы и счет становится 3:1. В третьем периоде хоккеисты «Тампы» нанесли по воротам Антона Худобина 22 броска, но так и не смогли забросить шайбу, а в конце периода Джейсон Дикинсон поражает пустые ворота соперника и устанавливает окончательный счёт в матче 4:1 в пользу «Даллас Старз».

### Матч №2
| 21 сентября 20:00 | Тампа-Бэй Лайтнинг | 3 : 2 (3:0, 0:1, 0:1) | Даллас Старз | Роджерс Плэйс |

| Отчёт | Отчёт                         | Отчёт | Отчёт         | Отчёт                                                                      |
| --- | ----------------------------- | --- | ------------- | -------------------------------------------------------------------------- |
| |                               | |               |                                                                            |
| | Андрей Василевский            | Вратари                                                                                                  | Антон Худобин | Судьи: Стив Козари Келли Сазерленд Линейные судьи: Дерек Амелл Стив Бартон |
| | Голы:                         | |               | Судьи: Стив Козари Келли Сазерленд Линейные судьи: Дерек Амелл Стив Бартон |
| Брэйден Пойнт (бол.) — 11:23 (Н. Кучеров, В. Хедман) Ондржей Палат (бол.) — 14:22 (Н. Кучеров, В. Хедман) Кевин Шаттенкирк — 15:16 (Б. Коулман, Э. Сирелли) | 1 : 0 2 : 0 3 : 0 3 : 1 3 : 2 | 34:43 — Джо Павелски (бол.) (Й. Клингберг, А. Радулов) 45:27 — Маттиас Янмарк (Й. Клингберг, А. Радулов) |               | Судьи: Стив Козари Келли Сазерленд Линейные судьи: Дерек Амелл Стив Бартон |
| |                               | |               | Судьи: Стив Козари Келли Сазерленд Линейные судьи: Дерек Амелл Стив Бартон |
| |                               | |               | Судьи: Стив Козари Келли Сазерленд Линейные судьи: Дерек Амелл Стив Бартон |
| |                               | |               | Судьи: Стив Козари Келли Сазерленд Линейные судьи: Дерек Амелл Стив Бартон |
| 14 мин | Штраф                         | 12 мин                                                                                                   |               | Судьи: Стив Козари Келли Сазерленд Линейные судьи: Дерек Амелл Стив Бартон |
| |                               | |               |                                                                            |
| | 31                            | Броски                                                                                                   | 29            |                                                                            |

Перед игрой в составе «Тампы» Ян Рутта и Картер Верхеги заменили Люка Шенна и Зака Богосяна, а команда перешла на игру в 12 нападающих и 6 защитников. В первом периоде хоккеисты «Лайтнинг» забросили за 3 минуты 53 секунды три безответные шайбы и повели со счётом 3:0. Во втором периоде Джо Павелски отыграл одну шайбу реализовав игру в большинстве, а в начале 3-го Маттиас Янмарк сократил счёт до минимального. За оставшееся время «Даллас» не смог сравнять счёт и в итоге победа досталась «Тампе-Бэй Лайтнинг» со счётом 3:2. В матче нападающий «Тампы» Никита Кучеров отдал две результативные передачи, благодаря чему побил рекорд клуба по количеству набранных очков в одном розыгрыше Кубка Стэнли принадлежавший Брэду Ричардсу.

### Матч №3
| 23 сентября 20:00 | Даллас Старз | 2 : 5 (1:2, 0:3, 1:0) | Тампа-Бэй Лайтнинг | Роджерс Плэйс |

| Отчёт                                                                                        | Отчёт                                                     | Отчёт | Отчёт              | Отчёт                                                                    |
| -------------------------------------------------------------------------------------------- | --------------------------------------------------------- | --- | ------------------ | ------------------------------------------------------------------------ |
|                                                                                              |                                                           | |                    |                                                                          |
|                                                                                              | Антон Худобин — 00:00-40:00 Джейк Оттинджер — 40:00-60:00 | Вратари | Андрей Василевский | Судьи: Уэс Макколи Дэн О’Рурк Линейные судьи: Мэтт Макферсон Скотт Черри |
|                                                                                              | Голы:                                                     | |                    | Судьи: Уэс Макколи Дэн О’Рурк Линейные судьи: Мэтт Макферсон Скотт Черри |
| Джейсон Дикинсон (мен.) — 11:19 (Р. Хинц) Миро Хейсканен — 46:49 (Дж. Павелски, Э. Коглиано) | 0 : 1 0 : 2 1 : 2 1 : 3 1 : 4 1 : 5 2 : 5                 | 05:33 — Никита Кучеров 06:58 — Стивен Стэмкос (В. Хедман, Я. Рутта) 20:54 — Виктор Хедман (бол.) (Э. Сирелли, О. Палат) 32:02 — Брэйден Пойнт (Н. Кучеров, В. Хедман) 38:55 — Ондржей Палат (Б. Пойнт, К. Шаттенкирк) |                    | Судьи: Уэс Макколи Дэн О’Рурк Линейные судьи: Мэтт Макферсон Скотт Черри |
|                                                                                              |                                                           | |                    | Судьи: Уэс Макколи Дэн О’Рурк Линейные судьи: Мэтт Макферсон Скотт Черри |
|                                                                                              |                                                           | |                    | Судьи: Уэс Макколи Дэн О’Рурк Линейные судьи: Мэтт Макферсон Скотт Черри |
|                                                                                              |                                                           | |                    | Судьи: Уэс Макколи Дэн О’Рурк Линейные судьи: Мэтт Макферсон Скотт Черри |
| 26 мин                                                                                       | Штраф                                                     | 36 мин |                    | Судьи: Уэс Макколи Дэн О’Рурк Линейные судьи: Мэтт Макферсон Скотт Черри |
|                                                                                              |                                                           | |                    |                                                                          |
|                                                                                              | 24                                                        | Броски | 32                 |                                                                          |

Перед игрой в составе «Тампы» Картера Верхеги заменил капитан команды Стивен Стэмкос, для которого этот матч стал первым с 25 февраля 2020 года. У «Далласа» Ник Каамано заменил травмированного Блейка Комо. Счёт в матче был открыт на шестой минуте первого периода, когда защитник «Старз» Миро Хейсканен потерял шайбу на своей синей линии, чем воспользовался Никита Кучеров и реализовал выход «один на один». Через полторы минуты капитан «Лайтнинг» Стивен Стэмкос удвоил преимущество. В середине периода нападающий «Далласа» Джейсон Дикинсон сократил счёт, забросив шайбу в меньшинстве. Во втором периоде хоккеисты «Тампы» трижды поразили ворота Антона Худобина и повели со счётом 5:1, а в 3-й двадцатиминутке Миро Хейсканен отыграл одну шайбу. Матч завершился победой «Лайтнинг» со счётом 5:2.

### Матч №4
| 25 сентября 20:00 | Даллас Старз | 4 : 5 (ОТ) (2:1, 1:2, 1:1, 0:1) | Тампа-Бэй Лайтнинг | Роджерс Плэйс |

| Отчёт | Отчёт                                             | Отчёт | Отчёт              | Отчёт                                                                          |
| --- | ------------------------------------------------- | --- | ------------------ | ------------------------------------------------------------------------------ |
| |                                                   | |                    |                                                                                |
| | Антон Худобин                                     | Вратари | Андрей Василевский | Судьи: Франсис Шаррон Келли Сазерленд Линейные судьи: Брэд Ковачик Стив Бартон |
| | Голы:                                             | |                    | Судьи: Франсис Шаррон Келли Сазерленд Линейные судьи: Брэд Ковачик Стив Бартон |
| Йон Клингберг — 07:17 Джо Павелски — 18:28 (Дж. Бенн, А. Радулов) Кори Перри — 28:26 (Т. Сегин, М. Янмарк) Джо Павелски — 51:35 (Т. Сегин, М. Хейсканен) | 1 : 0 2 : 0 2 : 1 2 : 2 3 : 2 3 : 3 : 4 : 4 4 : 5 | 19:27 — Брэйден Пойнт (О. Палат, К. Шаттенкрирк) 22:08 — Брэйден Пойнт (бол.) (А. Киллорн, Н. Кучеров) 38:54 — Янни Гурд (бол.) (Н. Кучеров, М. Сергачёв) 46:41 — Алекс Киллорн (М. Сергачёв, Э. Сирелли) 66:34 — Кевин Шаттенкирк (бол.) (В. Хедман, П. Марун) |                    | Судьи: Франсис Шаррон Келли Сазерленд Линейные судьи: Брэд Ковачик Стив Бартон |
| |                                                   | |                    | Судьи: Франсис Шаррон Келли Сазерленд Линейные судьи: Брэд Ковачик Стив Бартон |
| |                                                   | |                    | Судьи: Франсис Шаррон Келли Сазерленд Линейные судьи: Брэд Ковачик Стив Бартон |
| |                                                   | |                    | Судьи: Франсис Шаррон Келли Сазерленд Линейные судьи: Брэд Ковачик Стив Бартон |
| 10 мин | Штраф                                             | 8 мин |                    | Судьи: Франсис Шаррон Келли Сазерленд Линейные судьи: Брэд Ковачик Стив Бартон |
| |                                                   | |                    |                                                                                |
| | 30                                                | Броски | 35                 |                                                                                |

Единственным изменением в составах команд по сравнению с прошлым матчем стало возвращение Картера Верхеги, который заменил травмированного капитана «Лайтнинг» Стивена Стэмкоса. Счёт в матче был открыт на восьмой минуте первого периода защитником «Далласа» Йоном Клингбергом. За полторы минуты до окончания периода Джо Павелски удвоил преимущество, однако через минуту Брэйден Пойнт сократил отставание в счёте. В начале второго периода Брэйден Пойнт оформил дубль и сравнял счёт, но в середине периода Кори Перри снова вывел «Даллас» вперёд. В концовке 2-го периода Янни Гурд реализует численное преимущество и делает счёт равным 3:3. На седьмой минуте третьего периода нападающий «Тампы» Алекс Киллорн впервые выводит свою команду вперёд, а в середине периода счёт третий раз в матче становится равным благодаря голу Джо Павелски. Основное время завершилось со счётом 4:4 и игра перешла в овертайм, где защитник Кевин Шаттенкирк реализовал большинство и принёс «Лайтнинг» третью победу в серии.

### Матч №5
| 26 сентября 20:00 | Тампа-Бэй Лайтнинг | 2 : 3 (2ОТ) (0:1, 1:0, 1:1, 0:0, 0:1) | Даллас Старз | Роджерс Плэйс |

| Отчёт                                                                           | Отчёт                     | Отчёт | Отчёт         | Отчёт                                                                 |
| ------------------------------------------------------------------------------- | ------------------------- | --- | ------------- | --------------------------------------------------------------------- |
|                                                                                 |                           | |               |                                                                       |
|                                                                                 | Андрей Василевский        | Вратари | Антон Худобин | Судьи: Стив Козири Дэн О’Рурк Линейные судьи: Дерек Амелл Скотт Черри |
|                                                                                 | Голы:                     | |               | Судьи: Стив Козири Дэн О’Рурк Линейные судьи: Дерек Амелл Скотт Черри |
| Ондржей Палат — 24:37 (Н. Кучеров, Б. Пойнт) Михаил Сергачёв — 43:38 (Б. Пойнт) | 0 : 1 : 1 2 : 1 2 : 2 : 3 | 17:52 — Кори Перри (Т. Сегин, Дж. Олексяк) 53:15 — Джо Павелски (М. Хейсканен, Т. Сегин) 89:23 — Кори Перри (Й. Клингберг, Т. Сегин) |               | Судьи: Стив Козири Дэн О’Рурк Линейные судьи: Дерек Амелл Скотт Черри |
|                                                                                 |                           | |               | Судьи: Стив Козири Дэн О’Рурк Линейные судьи: Дерек Амелл Скотт Черри |
|                                                                                 |                           | |               | Судьи: Стив Козири Дэн О’Рурк Линейные судьи: Дерек Амелл Скотт Черри |
|                                                                                 |                           | |               | Судьи: Стив Козири Дэн О’Рурк Линейные судьи: Дерек Амелл Скотт Черри |
| 4 мин                                                                           | Штраф                     | 2 мин |               | Судьи: Стив Козири Дэн О’Рурк Линейные судьи: Дерек Амелл Скотт Черри |
|                                                                                 |                           | |               |                                                                       |
|                                                                                 | 41                        | Броски | 33            |                                                                       |

В предыдущем матче в составе «Далласа» травму получил нападающий Роопе Хинц, которого в пятой игре заменил Джастин Даулинг. Счёт в матче был открыт в конце 1-го периода нападающим «Даллас Старз» Кори Перри. Во 2-м периоде Ондржей Палат сравнивает счёт. В 3-м периоде команды обменялись заброшенными шайбами и игра перешла в дополнительное время. Во втором овертайме Кори Перри забросил свою вторую шайбу в матче и принёс победу «Далласу».

### Матч №6
| 28 сентября 20:00 | Даллас Старз | 0 : 2 (0:1, 0:1, 0:0) | Тампа-Бэй Лайтнинг | Роджерс Плэйс |

| Отчёт | Отчёт         | Отчёт                                                                                            | Отчёт              | Отчёт                                                                          |
| ----- | ------------- | ------------------------------------------------------------------------------------------------ | ------------------ | ------------------------------------------------------------------------------ |
|       |               |                                                                                                  |                    |                                                                                |
|       | Антон Худобин | Вратари                                                                                          | Андрей Василевский | Судьи: Келли Сазерленд Уэс Макколи Линейные судьи: Мэтт Макферсон Брэд Ковачик |
|       | Голы:         |                                                                                                  |                    | Судьи: Келли Сазерленд Уэс Макколи Линейные судьи: Мэтт Макферсон Брэд Ковачик |
|       | 0 : 1 0 : 2   | 12:23 — Брэйден Пойнт (бол.) (Н. Кучеров, В. Хедман) 27:01 — Блейк Коулман (С. Пакетт, П. Марун) |                    | Судьи: Келли Сазерленд Уэс Макколи Линейные судьи: Мэтт Макферсон Брэд Ковачик |
|       |               |                                                                                                  |                    | Судьи: Келли Сазерленд Уэс Макколи Линейные судьи: Мэтт Макферсон Брэд Ковачик |
|       |               |                                                                                                  |                    | Судьи: Келли Сазерленд Уэс Макколи Линейные судьи: Мэтт Макферсон Брэд Ковачик |
|       |               |                                                                                                  |                    | Судьи: Келли Сазерленд Уэс Макколи Линейные судьи: Мэтт Макферсон Брэд Ковачик |
| 6 мин | Штраф         | 6 мин                                                                                            |                    | Судьи: Келли Сазерленд Уэс Макколи Линейные судьи: Мэтт Макферсон Брэд Ковачик |
|       |               |                                                                                                  |                    |                                                                                |
|       | 22            | Броски                                                                                           | 29                 |                                                                                |

После поражения в матче №5, «Тампа» на шестую игру заменила Яна Рутту и Картера Верхеги на Зака Богосяна и Александра Волкова соответственно. Счёт в матче был открыт в середине первого периода, когда нападающий «Лайтнинг» Брэйден Пойнт реализовал большинство. На 28-й минуте матча Блейк Коулман удвоил преимущество. За оставшееся игровое время «Даллас» не смог отыграться и проигрывает матч со счётом 2:0, а «Тампа-Бэй Лайтнинг» завоёвывает второй Кубок Стэнли в своей истории. Самым ценным игроком плей-офф был признан защитник чемпионов Виктор Хедман.
| Обладатель Кубка Стэнли 2020    |
| ------------------------------- |
| Тампа-Бэй Лайтнинг Второй титул |

## Составы команд

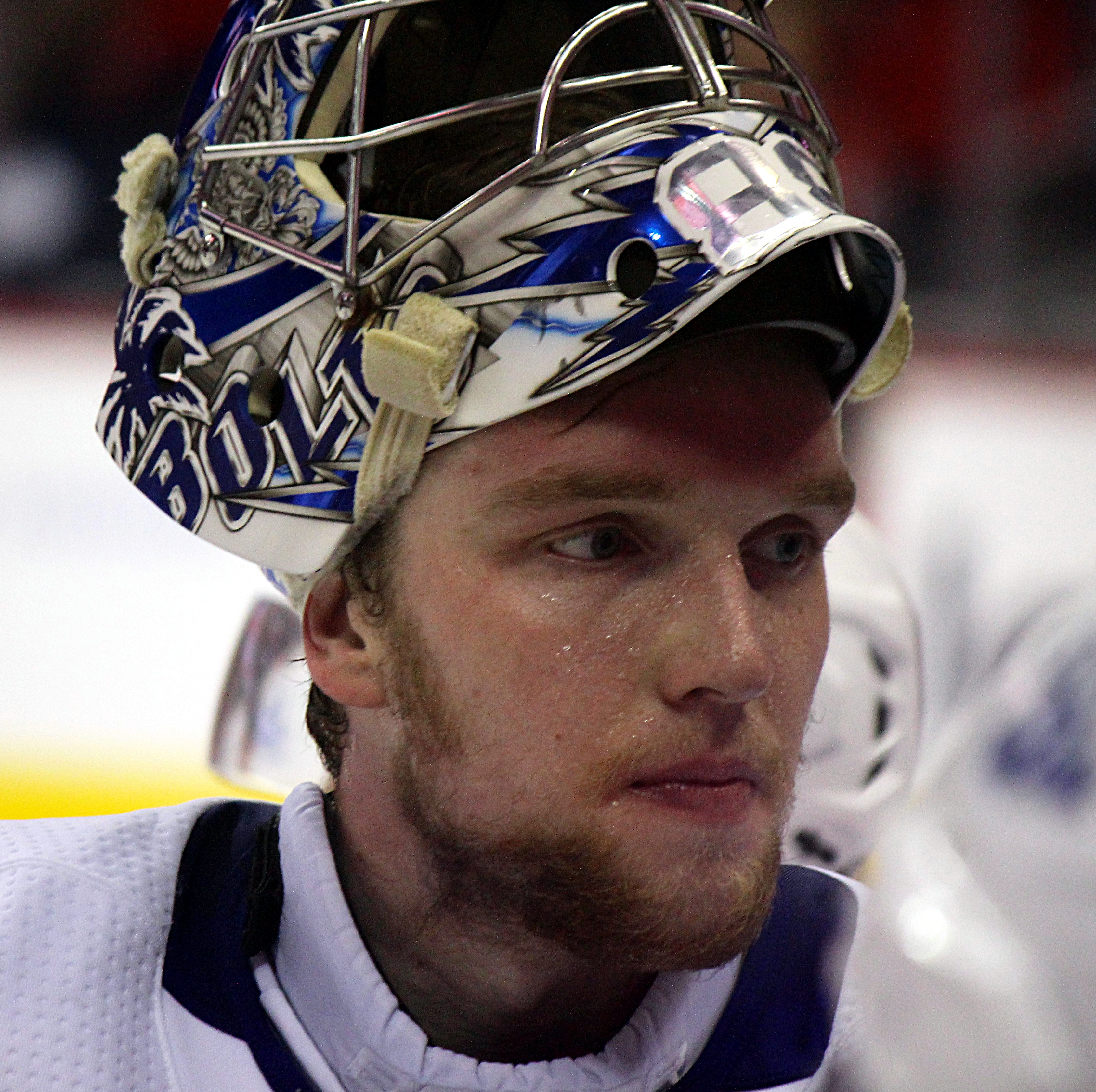
Победа в 6-м матче финала стала для голкипера «Тампы-Бэй Лайтнинг» Андрея Василевского 18-й в плей-офф 2020, что является новым рекордом НХЛ по количеству вратарских побед в одном розыгрыше Кубка Стэнли

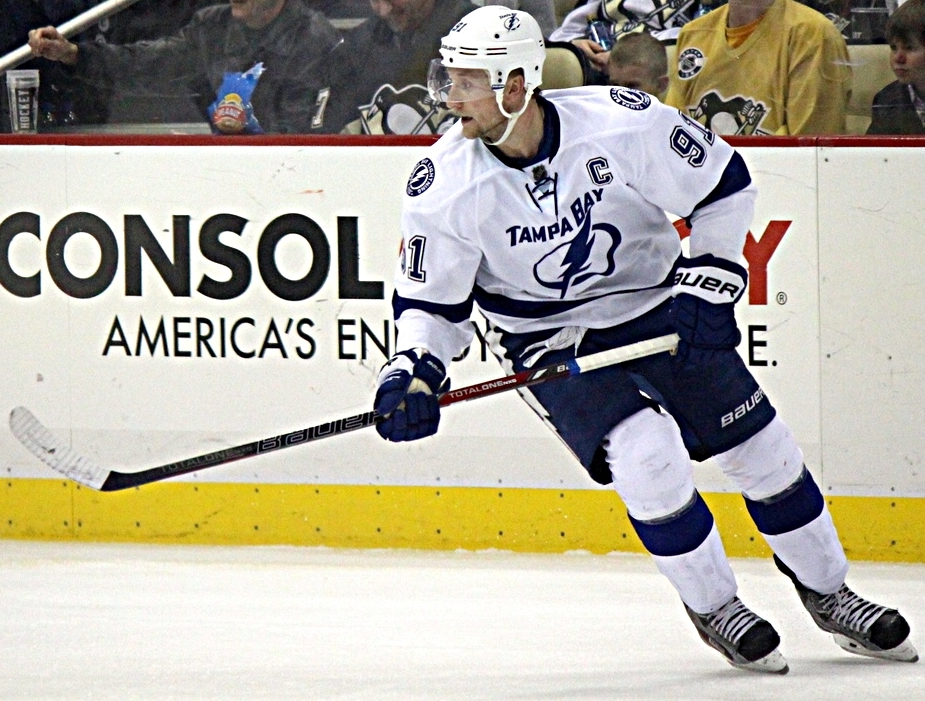
Капитан «Лайтнинг» Стивен Стэмкос провёл в плей-офф 2020 года только 2 минуты 47 секунд, сыграв пять смен в 1-м периоде третьей встречи финальной серии где отметился заброшенной шайбой. Остальные матчи пропустил из-за травмы

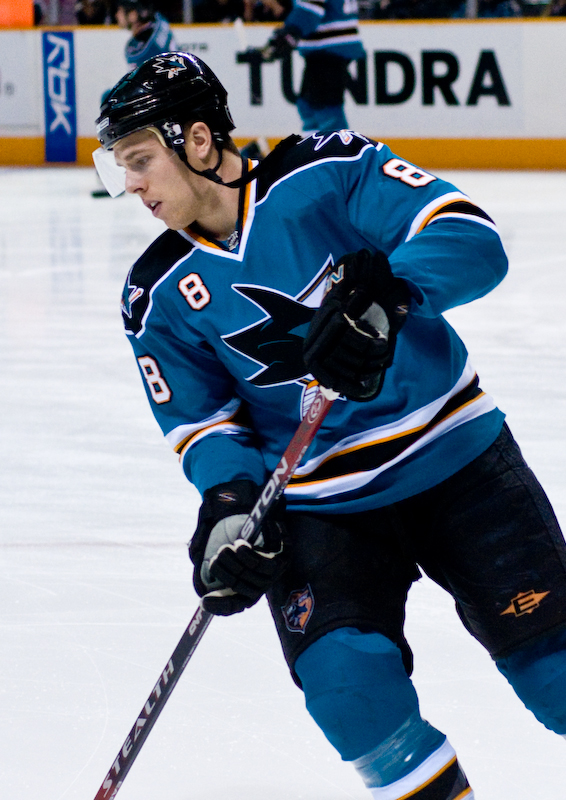
Забив гол в пятом матче финала, нападающий «Далласа» Джо Павелски с 61 шайбой вышел на 1-е место среди американцев в списке лучших снайперов в матчах плей-офф

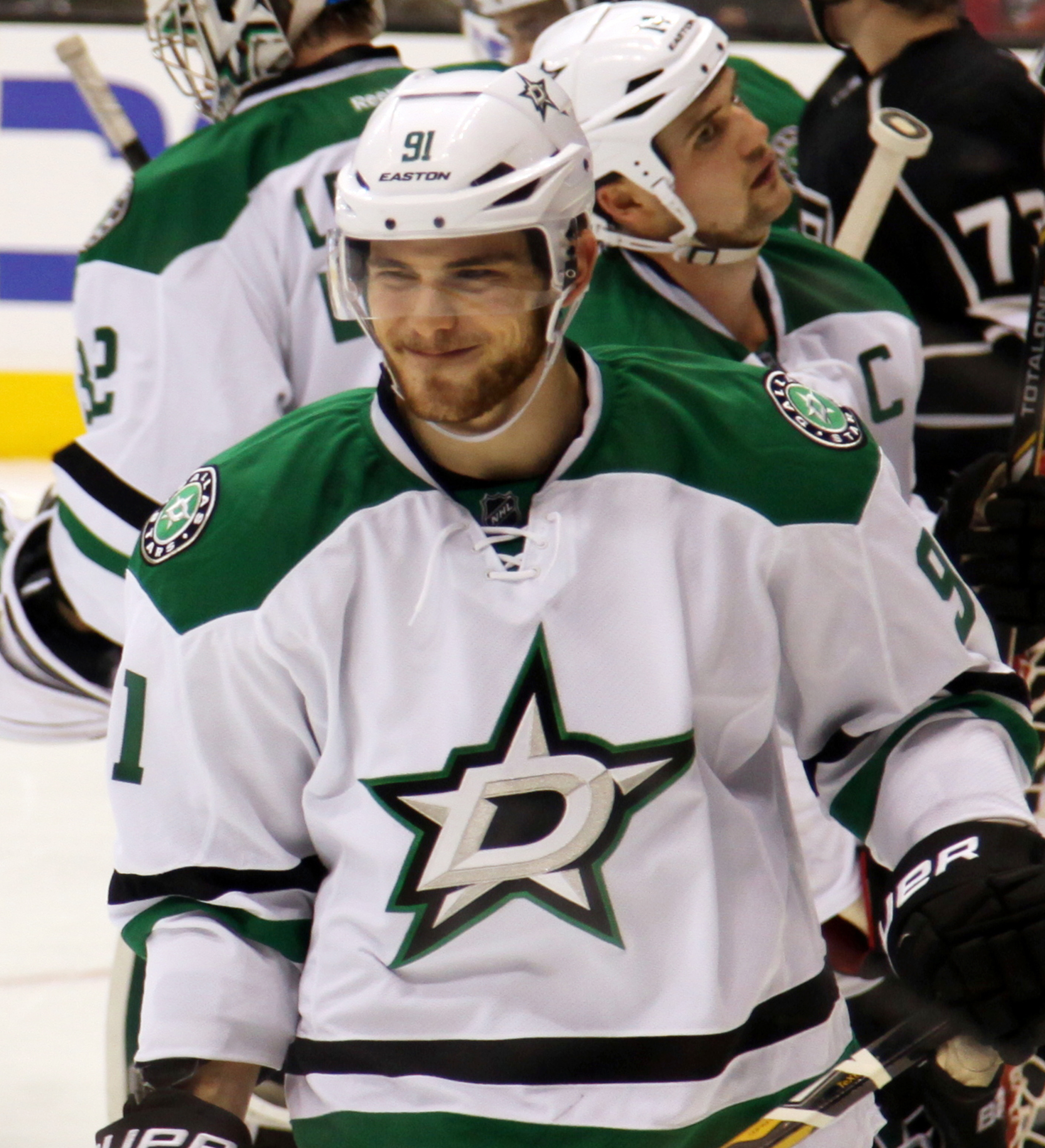
Нападающий «Даллас Старз» Тайлер Сегин в своём дебютном сезоне выиграл Кубок Стэнли в 2011 году в составе «Бостон Брюинз»

### «Тампа-Бэй Лайтнинг»
| #          | Игрок              | Страна                    | Хват    | Дата рождения    | Рост (см) | Вес (кг) | Участие в финале |
| Вратари    | Вратари            | Вратари                   | Вратари | Вратари          | Вратари   | Вратари  | Вратари          |
| ---------- | ------------------ | ------------------------- | ------- | ---------------- | --------- | -------- | ---------------- |
| 35         | Кёртис Макелинни   | Канада                    | Левый   | 23 мая 1983      | 191       | 93       | первое           |
| 88         | Андрей Василевский | Россия                    | Левый   | 27 июля 1994     | 190       | 94       | второе (2015)    |
| Защитники  |                    |                           |         |                  |           |          |                  |
| 2          | Люк Шенн           | Канада                    | Правый  | 2 ноября 1989    | 188       | 104      | первое           |
| 22         | Кевин Шаттенкирк   | Соединённые Штаты Америки | Правый  | 29 января 1989   | 183       | 92       | первое           |
| 24         | Зак Богосян        | Соединённые Штаты Америки | Правый  | 15 июля 1990     | 190       | 100      | первое           |
| 27         | Райан Макдона — А  | Соединённые Штаты Америки | Левый   | 13 июня 1989     | 185       | 97       | второе (2014)    |
| 44         | Ян Рутта           | Чехия                     | Правый  | 29 июля 1990     | 190       | 91       | первое           |
| 77         | Виктор Хедман — А  | Швеция                    | Левый   | 18 декабря 1990  | 198       | 101      | второе (2015)    |
| 81         | Эрик Чернак        | Словакия                  | Правый  | 28 мая 1997      | 193       | 102      | первое           |
| 98         | Михаил Сергачёв    | Россия                    | Левый   | 25 июня 1998     | 190       | 98       | первое           |
| Нападающие |                    |                           |         |                  |           |          |                  |
| 9          | Тайлер Джонсон     | Соединённые Штаты Америки | Правый  | 29 июля 1990     | 173       | 83       | второе (2015)    |
| 13         | Седрик Пакетт      | Канада                    | Левый   | 13 августа 1993  | 185       | 90       | второе (2015)    |
| 14         | Патрик Марун       | Соединённые Штаты Америки | Левый   | 23 апреля 1988   | 191       | 104      | второе (2019)    |
| 17         | Алекс Киллорн — А  | Канада                    | Левый   | 14 сентября 1989 | 188       | 88       | второе (2015)    |
| 18         | Ондржей Палат      | Чехия                     | Левый   | 28 марта 1991    | 183       | 86       | второе (2015)    |
| 19         | Баркли Гудроу      | Канада                    | Левый   | 26 февраля 1993  | 188       | 98       | первое           |
| 20         | Блейк Коулман      | Соединённые Штаты Америки | Левый   | 28 ноября 1991   | 180       | 91       | первое           |
| 21         | Брэйден Пойнт      | Канада                    | Правый  | 13 марта 1996    | 180       | 75       | первое           |
| 23         | Картер Верхеги     | Канада                    | Правый  | 14 августа 1995  | 188       | 85       | первое           |
| 37         | Янни Гурд          | Канада                    | Левый   | 15 декабря 1991  | 175       | 78       | первое           |
| 71         | Энтони Сирелли     | Канада                    | Левый   | 15 июля 1997     | 183       | 73       | первое           |
| 86         | Никита Кучеров     | Россия                    | Левый   | 17 июня 1993     | 181       | 81       | второе (2015)    |
| 91         | Стивен Стэмкос — К | Канада                    | Правый  | 7 февраля 1990   | 185       | 88       | второе (2015)    |
| 92         | Александр Волков   | Россия                    | Левый   | 2 августа 1997   | 185       | 87       | первое           |

### «Даллас Старз»
| #          | Игрок             | Страна                    | Хват    | Дата рождения   | Рост (см) | Вес (кг) | Участие в финале    |
| Вратари    | Вратари           | Вратари                   | Вратари | Вратари         | Вратари   | Вратари  | Вратари             |
| ---------- | ----------------- | ------------------------- | ------- | --------------- | --------- | -------- | ------------------- |
| 29         | Джейк Оттинджер   | Соединённые Штаты Америки | Левый   | 18 декабря 1998 | 193       | 196      | первое              |
| 35         | Антон Худобин     | Россия                    | Левый   | 7 мая 1986      | 181       | 88       | второе (2013)       |
| Защитники  |                   |                           |         |                 |           |          |                     |
| 2          | Джейми Олексяк    | Канада                    | Левый   | 21 декабря 1992 | 201       | 116      | первое              |
| 3          | Йон Клингберг — А | Швеция                    | Правый  | 14 августа 1992 | 186       | 80       | первое              |
| 4          | Миро Хейсканен    | Финляндия                 | Левый   | 18 июля 1999    | 182       | 77       | первое              |
| 5          | Андрей Секера     | Словакия                  | Левый   | 8 июня 1986     | 183       | 91       | первое              |
| 23         | Эса Линделль — А  | Финляндия                 | Левый   | 23 мая 1994     | 191       | 97       | первое              |
| 39         | Джоэл Хенли       | Канада                    | Левый   | 8 июня 1991     | 183       | 88       | первое              |
| Нападающие |                   |                           |         |                 |           |          |                     |
| 10         | Кори Перри        | Канада                    | Правый  | 16 мая 1985     | 190       | 95       | второе (2007)       |
| 11         | Эндрю Коглиано    | Канада                    | Левый   | 14 июня 1987    | 178       | 80       | первое              |
| 13         | Маттиас Янмарк    | Швеция                    | Левый   | 8 декабря 1992  | 185       | 89       | первое              |
| 14         | Джейми Бенн — К   | Канада                    | Левый   | 18 июля 1989    | 188       | 95       | первое              |
| 15         | Блейк Комо — А    | Канада                    | Правый  | 18 февраля 1986 | 185       | 92       | первое              |
| 16         | Джо Павелски      | Соединённые Штаты Америки | Правый  | 11 июля 1984    | 180       | 86       | второе (2016)       |
| 17         | Ник Каамано       | Канада                    | Левый   | 1 сентября 1998 | 188       | 88       | первое              |
| 18         | Джейсон Дикинсон  | Канада                    | Левый   | 4 июля 1995     | 188       | 93       | первое              |
| 24         | Роопе Хинц        | Финляндия                 | Левый   | 17 ноября 1996  | 191       | 93       | первое              |
| 25         | Йоэль Кивиранта   | Финляндия                 | Левый   | 23 марта 1996   | 178       | 74       | первое              |
| 34         | Денис Гурьянов    | Россия                    | Левый   | 7 июня 1997     | 191       | 91       | первое              |
| 37         | Джастин Даулинг   | Канада                    | Левый   | 1 октября 1990  | 178       | 84       | первое              |
| 47         | Александр Радулов | Россия                    | Левый   | 5 июля 1986     | 186       | 91       | первое              |
| 91         | Тайлер Сегин — А  | Канада                    | Правый  | 31 января 1992  | 185       | 91       | третье (2011, 2013) |

## Обладатели Кубка Стэнли 2020

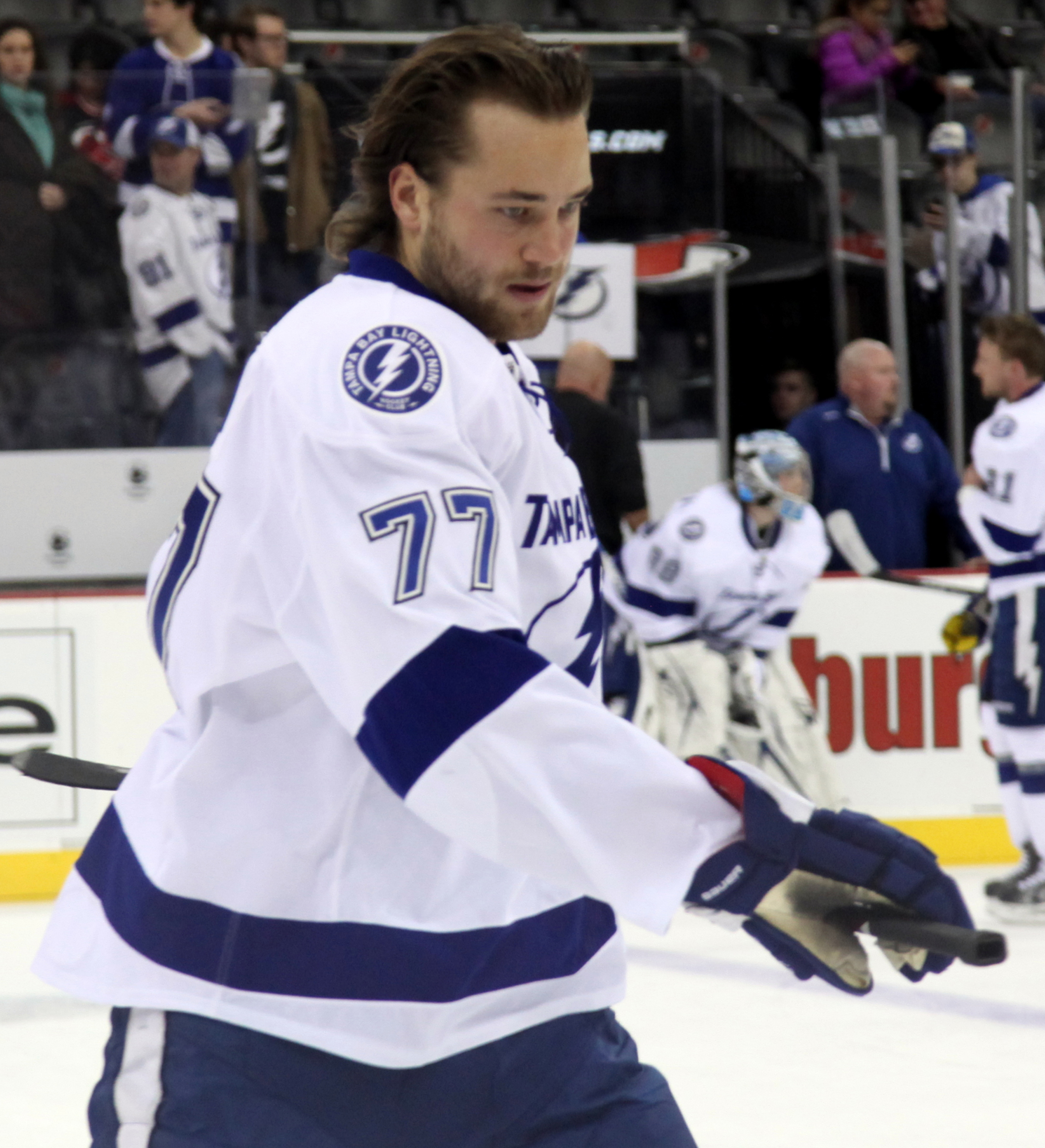
Защитник «Тампы» Виктор Хедман стал обладателем «Конн Смайт Трофи»

Указаны игроки, тренеры и сотрудники фронт-офиса, чьи имена выгравированы на Кубке Стэнли
| Вратари: - 35 Кёртис Макелинни - 88 Андрей Василевский | Защитники: - 2 Люк Шенн - 22 Кевин Шаттенкирк - 24 Зак Богосян - 27 Райан Макдона — А - 44 Ян Рутта - 55 Брэйдон Коберн - 77 Виктор Хедман — А - 81 Эрик Чернак - 98 Михаил Сергачёв | Крайние нападающие: - 7 Матьё Жозеф - 14 Патрик Марун - 17 Алекс Киллорн - 18 Ондржей Палат - 37 Янни Гурд - 86 Никита Кучеров - 92 Александр Волков | Центральные нападающие: - 9 Тайлер Джонсон - 13 Седрик Пакетт - 19 Баркли Гудроу - 20 Блейк Коулман - 21 Брэйден Пойнт - 23 Картер Верхеги - 67 Митчелл Стивенс - 71 Энтони Сирелли - 91 Стивен Стэмкос — К | Главный тренер: - Джон Купер Ассистенты: - Джефф Халперн - Тодд Ричардс - Дерек Лалонд Тренер вратарей: - Франц Жан | Генеральный менеджер: - Жюльен Брисбуа Владелец: - Джефф Виник |

### Комментарии
1. ↑  Не участвовал в матчах №2, №3, №4, №5, №6
2. ↑  Не участвовал в матчах №2, №3, №4, №5
3. ↑  Не участвовал в матчах №1, №6
4. ↑  Не участвовал в матчах №1, №3, №6
5. ↑  Не участвовал в матчах №1, №2, №4, №5, №6
6. ↑  Не участвовал в матчах №1, №2, №3, №4, №5
7. ↑  Не участвовал в матчах №3, №4, №5, №6
8. ↑  Не участвовал в матчах №1, №2
9. ↑  Не участвовал в матчах №5, №6
10. ↑  Не участвовал в матчах №1, №2, №3, №4
11. ↑  Провёл 40 матчей в регулярном чемпионате
12. ↑  Провёл 37 матчей в регулярном чемпионате
13. ↑  Провёл 38 матчей в регулярном чемпионате